# Phyllanthus memaoyaensis
Phyllanthus memaoyaensis är en emblikaväxtart som beskrevs av Maurice Schmid. Phyllanthus memaoyaensis ingår i släktet Phyllanthus och familjen emblikaväxter. Inga underarter finns listade i Catalogue of Life.